# Cryptohelcostizus fumipennis
Cryptohelcostizus fumipennis là một loài tò vò trong họ Ichneumonidae.